# Tsukumogami
Tsukumogami (付喪神, « esprit de 99 ans ») est un type d'esprit présent dans le folklore japonais. Ce sont des obake.

## Description
Selon le Tsukumogami-emaki, les tsukumogami proviennent d'objets ou d'artéfacts qui ont fêté leur 100e anniversaire et qui prennent vie.
Tout objet de cet âge, qu'il s'agisse d'une épée ou d'un jouet, peut devenir un tsukumogami, en particulier les objets usés ou qui ont beaucoup été utilisés. 
Ils sont considérés comme des esprits et des êtres à part entière, et non comme des objets enchantés.

## Origine
La légende des tsukumogami pourrait avoir pour origine la foi animiste shinto. Cela se manifeste notamment par la cérémonie Hari-kuyō.

## Étymologie
Les kanjis composant ce mot se traduisent littéralement par « esprit de 99 ans ». Cependant, le mot peut s'écrire d'une autre façon : 九十九髪. Cela se traduit littéralement par « cheveux de 99 ans », formant ainsi un jeu de mots faisant référence aux cheveux devenus blancs avec l'âge.

## Exemples detsukumogami

### Bakezōri
Le Bakezōri a l'apparence d'une sandale de paille traditionnelle. Ce yokai est souvent représenté comme ayant des bras, des jambes et un œil unique.

### Kasa-obake
Le Kasa-obake était à l'origine un parapluie ou une ombrelle. Une fois devenue un yokai, elle se déplace en sautant sur sa seule jambe.

### Ungaikyō
L'Ungaikyō est un miroir qui se transforme une fois atteint l’âge de cent ans.

### Seto-taisho
Un petit soldat (arrivant à peine aux genoux d'un homme normal pour les plus grands) qui se forme à partir d'un pot, d'une coupe de thé ou d'une théière, en bref, tout ce qui a trait à la vaisselle de faïence. Ils sont représentés comme hantant les cuisines et poursuivant ceux qui manquent de respect à leurs ustensiles.

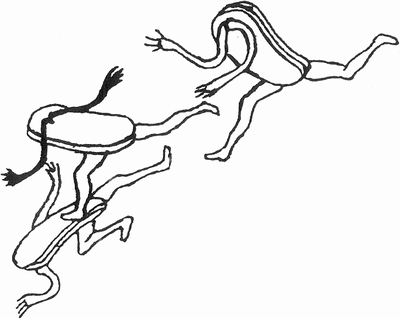
Bakezōri
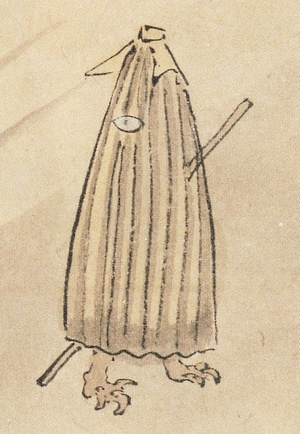
Kasa-obake
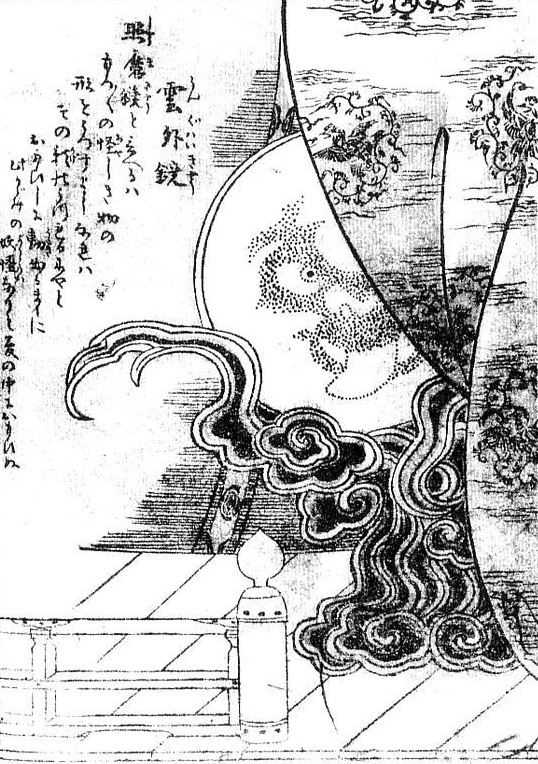
Ungaikyō
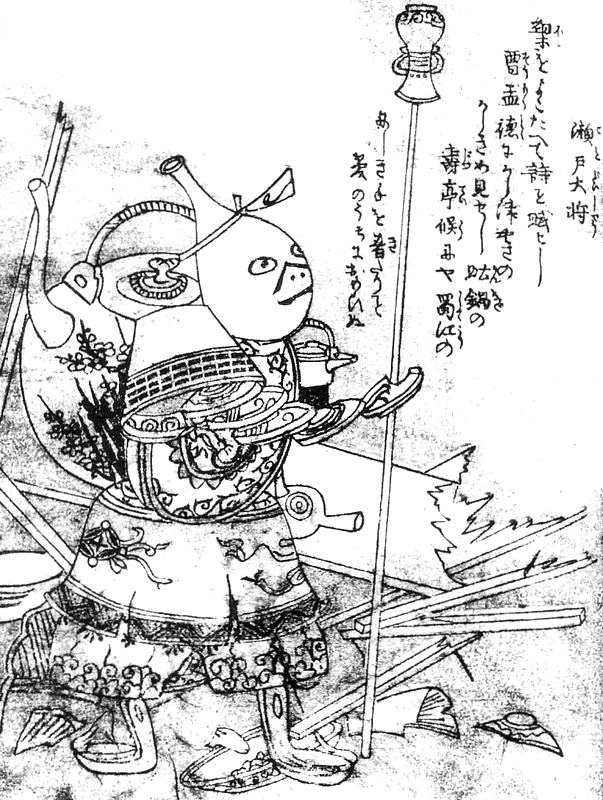
Seto-taisho